# Pericoma pyramidon
Pericoma pyramidon är en tvåvingeart som beskrevs av Quate och Brown 2004. Pericoma pyramidon ingår i släktet Pericoma och familjen fjärilsmyggor. Inga underarter finns listade i Catalogue of Life.